# Ř
Ř ، ř یکی از حروف الفبای زبان‌های چکی، سوربی بالایی و آمازیغی می‌باشد. این حرف آمیزه‌ای از یک R با هفتکی بر فراز آن می‌باشد. 
این حرف در زبان چکی نشان‌دهندهٔ صدای [r̝] و در زبان سوربی بالایی نمایندهٔ آوای [ʃ] می‌باشد.

## منبع
Wikipedia contributors, "Ř," Wikipedia, The Free Encyclopedia, http://en.wikipedia.org/w/index.php?title=%C5%98&oldid=607883178 (accessed June 25, 2014). 